# Scottish Second Division 1996/97
Die Scottish Football League Second Division wurde 1996/97 zum 22. Mal nach Einführung der Premier Division als dritthöchste schottische Liga ausgetragen. Zudem war es die zweiundzwanzigste Austragung als dritthöchste Fußball-Spielklasse der Herren in Schottland unter dem Namen Second Division. In der Saison 1996/97 traten 10 Vereine in insgesamt 36 Spieltagen gegeneinander an. Jedes Team spielte jeweils viermal gegen jedes andere Team. Bei Punktgleichheit zählte die Tordifferenz.
Die Meisterschaft gewann Ayr United, das sich damit gleichzeitig die Teilnahme an der First Division-Saison 1997/98 sicherte. Neben United stieg auch der Zweitplatzierte Hamilton Academical auf. Absteigen in die Third Division mussten der FC Dumbarton und die Berwick Rangers. Torschützenkönig mit 31 Treffern wurde Paul Ritchie von Hamilton Academical.

## Statistiken

### Abschlusstabelle
| Pl. | Verein                  | Sp. | S  | U  | N  | Tore    | Diff. | Punkte |
| --- | ----------------------- | --- | -- | -- | -- | ------- | ----- | ------ |
| 1.  | Ayr United              | 36  | 23 | 8  | 5  | 061:330 | +28   | 77     |
| 2.  | Hamilton Academical (A) | 36  | 22 | 8  | 6  | 075:280 | +47   | 74     |
| 3.  | FC Livingston (N)       | 36  | 18 | 10 | 8  | 056:380 | +18   | 64     |
| 4.  | FC Clyde                | 36  | 14 | 10 | 12 | 042:390 | +3    | 52     |
| 5.  | Queen of the South      | 36  | 13 | 8  | 15 | 055:570 | −2    | 47     |
| 6.  | FC Stenhousemuir        | 36  | 11 | 11 | 14 | 049:430 | +6    | 44     |
| 7.  | Brechin City (N)        | 36  | 10 | 11 | 15 | 036:490 | −13   | 41     |
| 8.  | FC Stranraer            | 36  | 9  | 9  | 18 | 029:510 | −22   | 36     |
| 9.  | FC Dumbarton (A)        | 36  | 9  | 8  | 19 | 044:660 | −22   | 35     |
| 10. | Berwick Rangers         | 36  | 4  | 11 | 21 | 032:750 | −43   | 23     |

Platzierungskriterien: 1. Punkte – 2. Tordifferenz – 3. geschossene Tore – 4. Direkter Vergleich (Punkte, Tordifferenz, geschossene Tore)
| Saison 1996/97 |

| Zum Saisonende 1995/96 |                                   |
| (A)                    | Absteiger aus der First Division  |
| (N)                    | Aufsteiger aus der Third Division |